# ایستگاه قطب جنوب آمونسن–اسکات
ایستگاه قطب جنوب آمونسن–اسکات (به انگلیسی: Amundsen–Scott South Pole Station) ایستگاهی تحقیقاتی متعلق به ایالات متحده آمریکا است که در نقطه قطب جنوب در قاره جنوبگان ساخته شده و جنوبی‌ترین نقطه مسکون بر روی کره زمین به‌شمار می‌رود.

## تاریخچه
این ایستگاه بین سال‌های ۱۹۵۶- ۱۹۵۷ به وسیله حمل و نقل هوایی ساخته شده و به نام دو نفر از اولین کسانی که حدود صد سال پیش به قطب جنوب رسیدند، نام گذاری شده‌است. روزانه چندین پرواز از پایگاه بزرگ دیگر آمریکا در قطب جنوب به نام پایگاه مک‌موردو به این ایستگاه انجام می‌شود. به منظور جلوگیری از یخ زدگی، موتور هواپیماها در حین توقف بر روی یخ روشن می‌مانند کمترین میزان دمای ثبت شده توسط محققان ایستگاه، دمای منفی ۹۰ درجه فارنهایت بوده‌است. پل سیپل پیشاهنگ و کاوشگر قطبی در اظهاراتش اذعان داشته که در دمای منفی ۶۰ درجه، مردانی را دیده که خون تف می‌کردند چرا که مویرگ‌های نایژه دستگاه تنفس انسان در چنین دمایی منجمد می‌شود.
تجمع برف در مناطق و فضاهای باز در قطب جنوب تقریباً ۸ اینچ (۲۰ سانتیمتر) در طول سال است. این در حالی است که بارش برف به همراه کولاک شدید باعث می‌شود که برف، با سرعت بیشتری در مجاورت سازه‌ها انباشته گردد. تا سال ۱۹۶۰، سه سال پس از ساخت‌وسازها در ایستگاه، محوطه در زیر ۶ فوت (۱٫۸ متر) برف مدفون شده بود. ساختمان ایستگاه جدید که به دنبال تخریب ایستگاه پیشین در سال ۲۰۱۰ تکمیل گردید، دارای یک طراحی ماژولار قابل تنظیم ارتفاع از سطح دریا است که با توجه به افزایش جمعیت محققان ساکن در ساختمان، اقدام به تنظیم ارتفاع سازه برای جلوگیری از تدفین شدن در برف‌ها می‌نماید چرا که سالانه، به‌طور میانگین در حدود ۲۰ سانتیمتر (۸ اینچ) برف اطراف سازه را فرا می‌گیرد بدون آنکه ذوب شود.

## نگارخانه

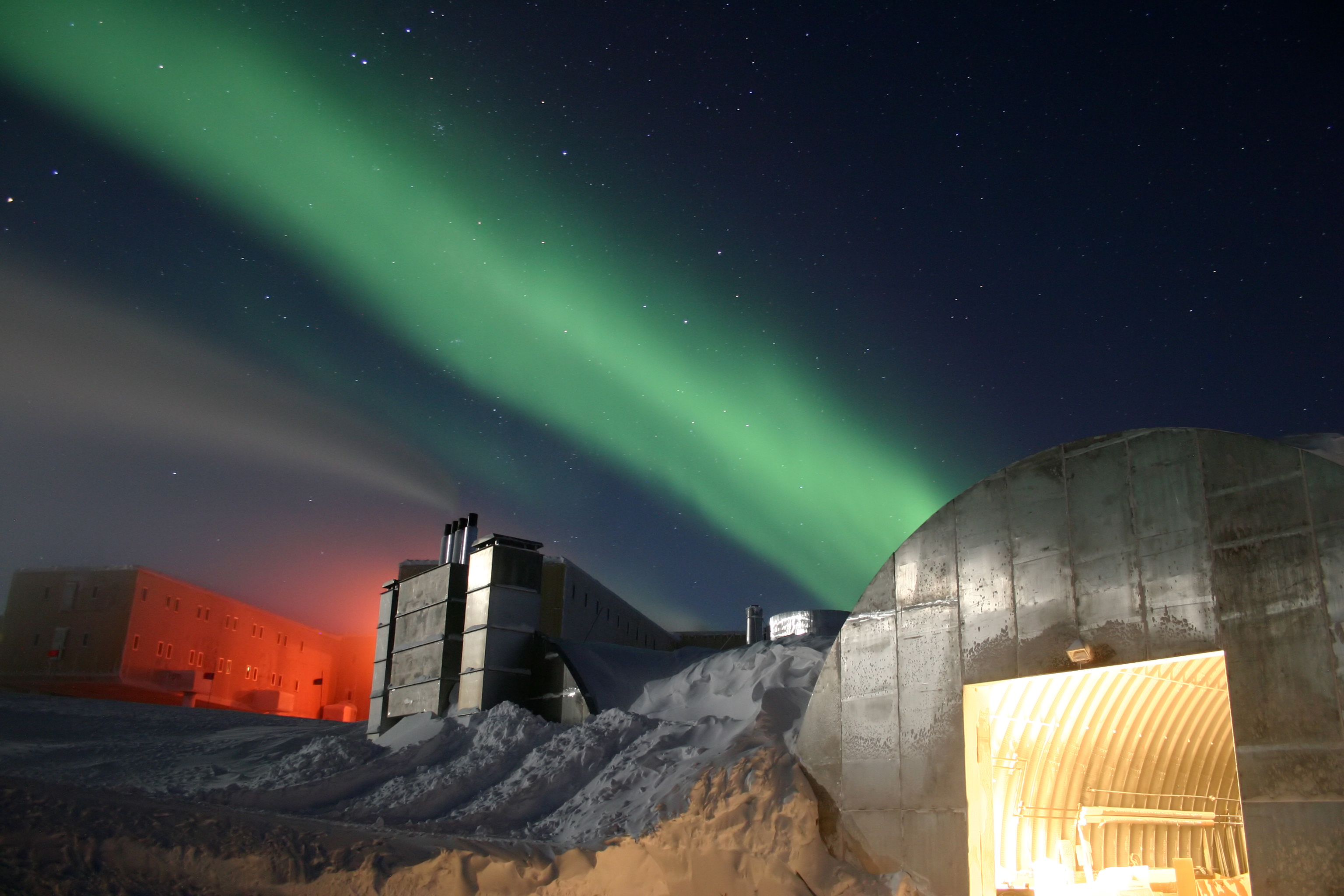
نمایی از ایستگاه تحقیقاتی اسکات آموندسن
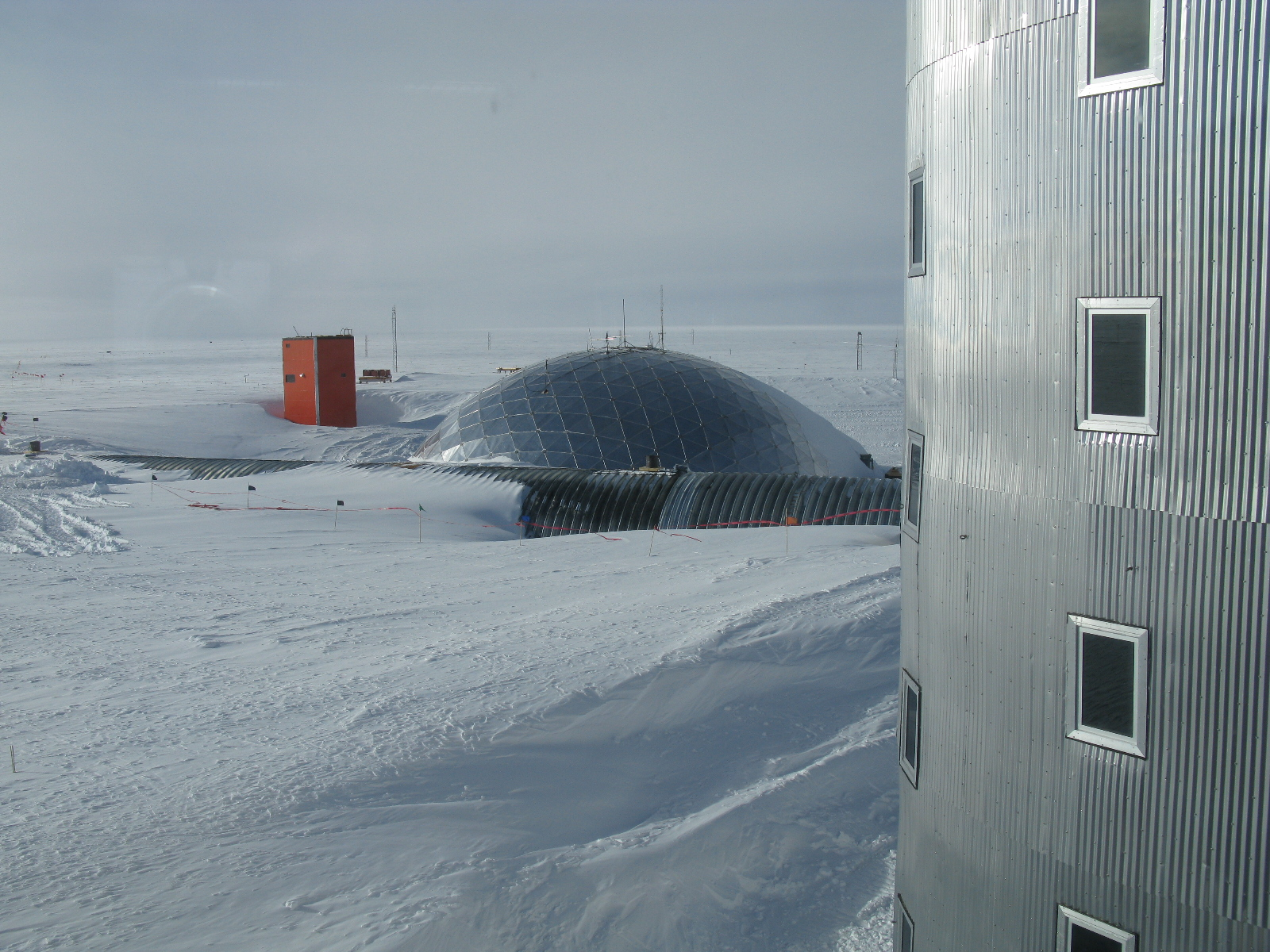
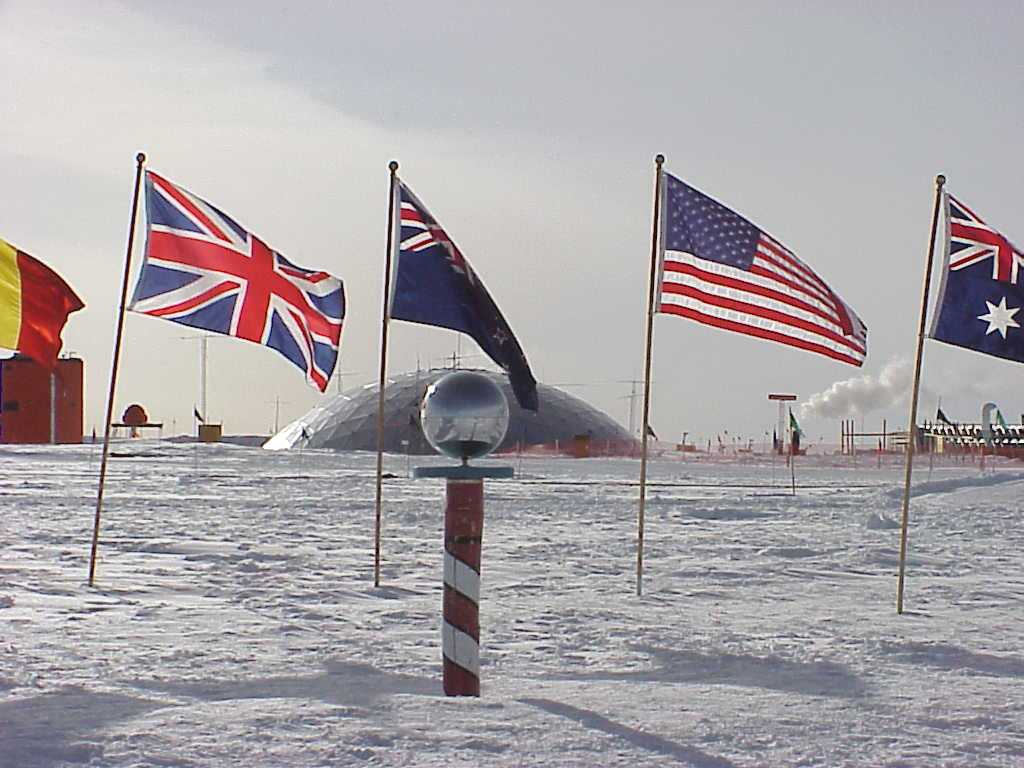
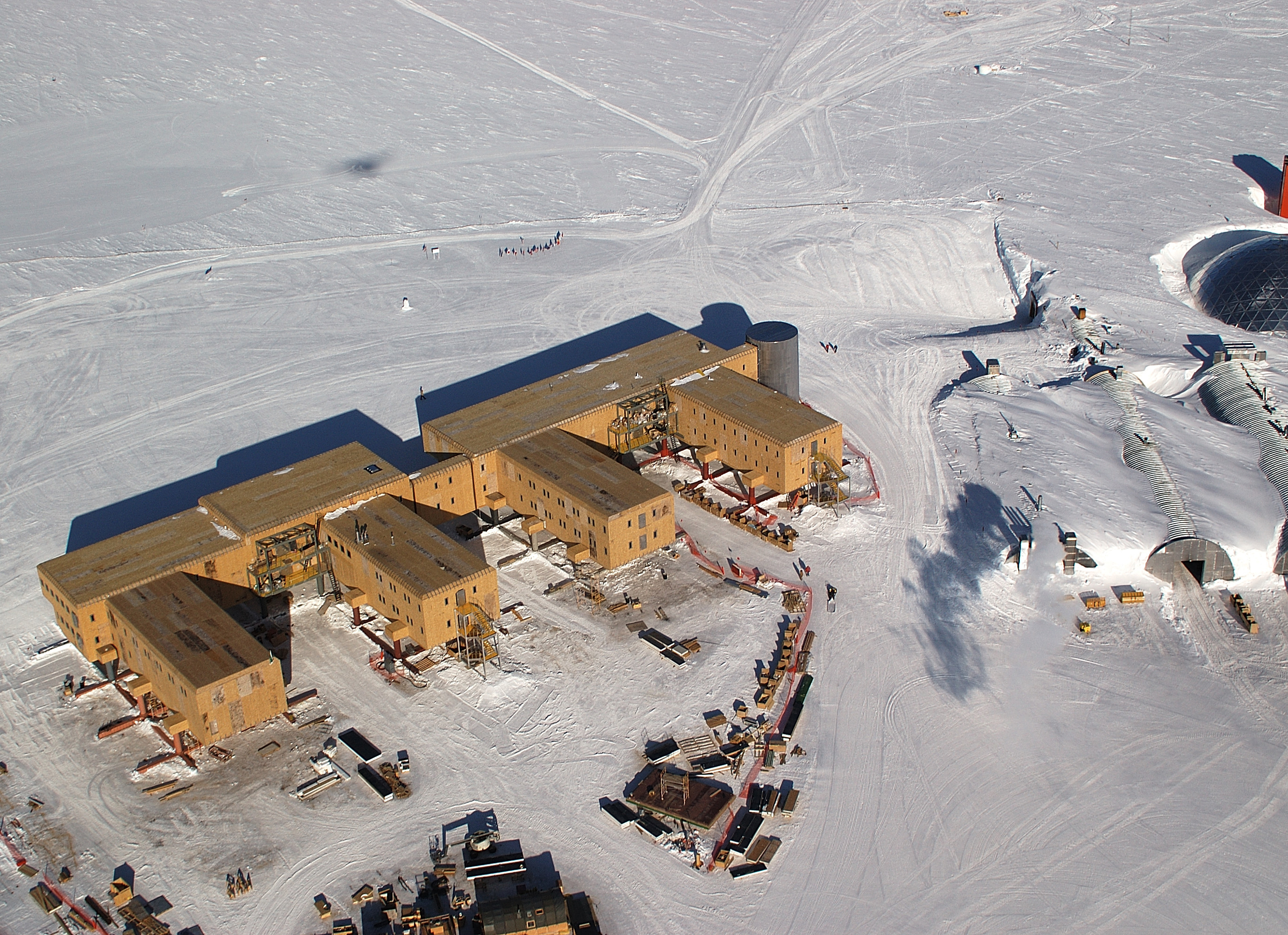
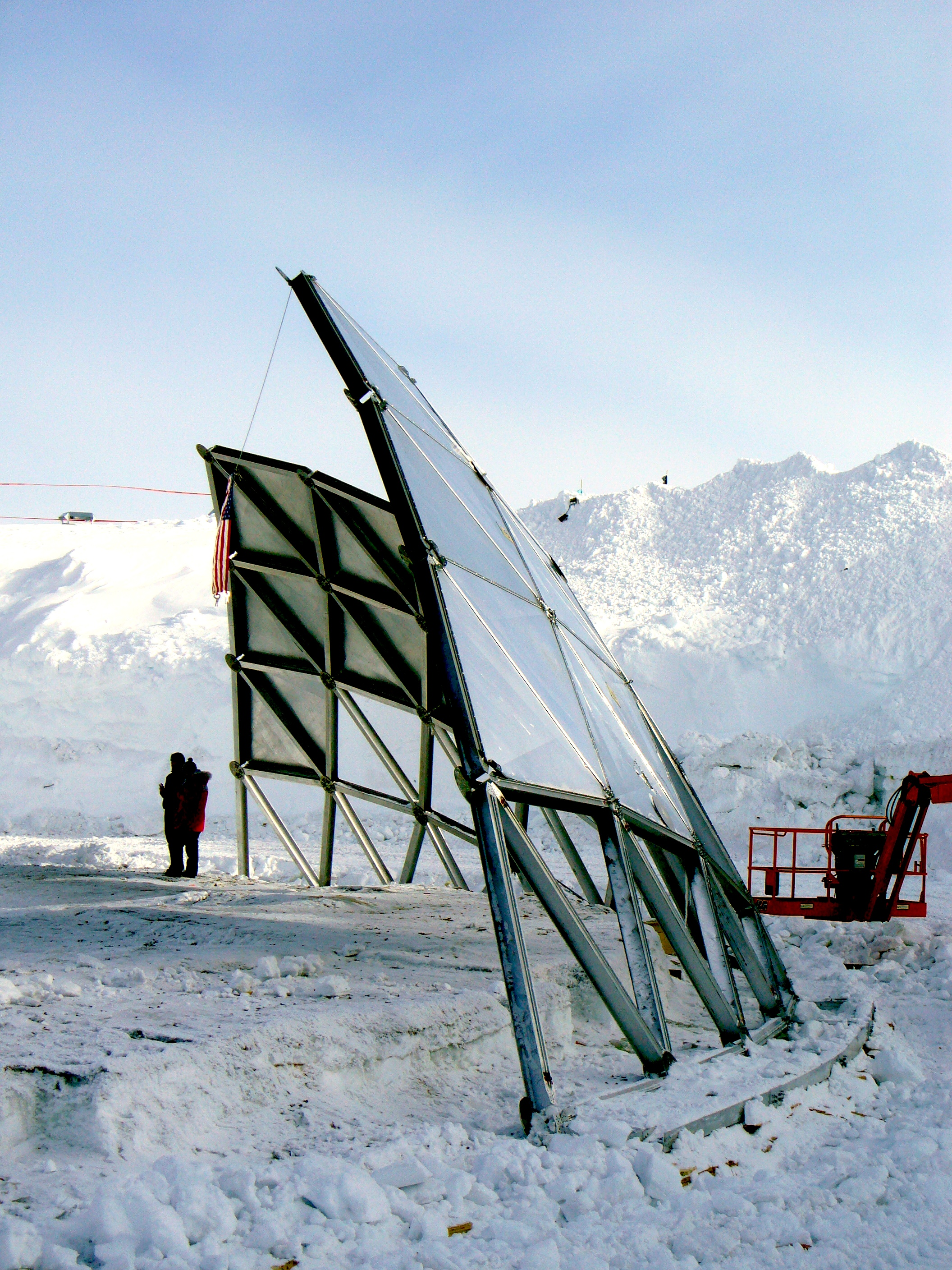
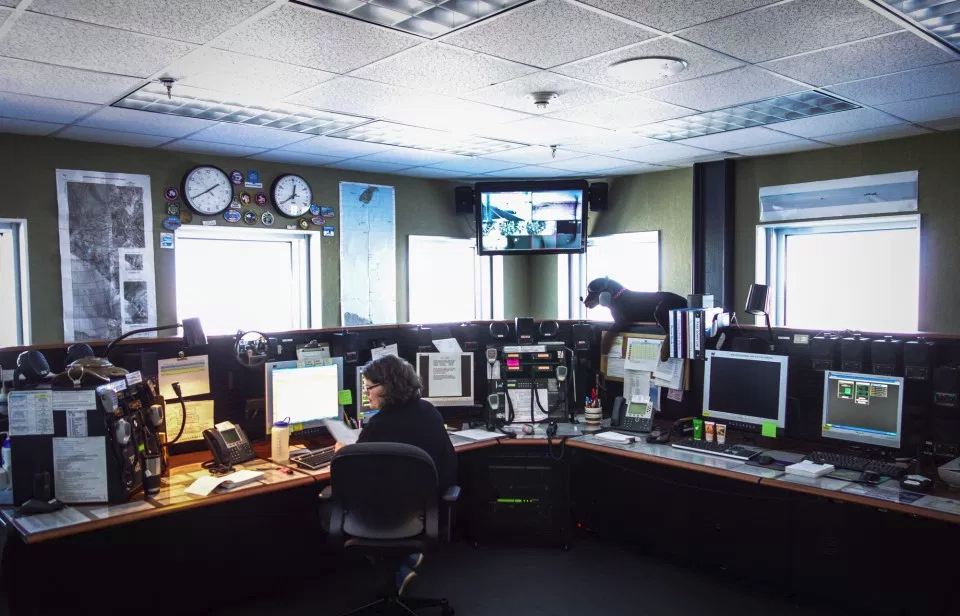